# 루베시베정
루베시베정(일본어: 留辺蘂町)은 일본 홋카이도 아바시리 지청에 존재했던 정으로, 도코로군에 속했다.

## 지리
루베시베정은 크게 정사무소와 루베시베역 등이 있는 루베시베 지구와 메이지 32년에 개장한 온네유 온천을 중심으로 한 온네유 지구로 나뉜다. 마을을 지나는 주요 교통로는 국도 39호선과 국도 242호선, 그리고 이시키타 본선 등이 있다. 

## 역사
- 1915년 4월 1일 - 2급정촌제 시행으로 도코로군 무카촌이 되었다.
- 1921년 6월 15일 - 정으로 승격·개칭해 루베시베정이 되었다.
- 1958년 1월 1일 - 기타미시의 일부를 편입하였다.

## 교통

### 철도
- 홋카이도 여객철도
  - 세키호쿠 본선

### 도로
- 국도 39호선
- 국도 242호선